# Dora l'esploratrice
Dora l'esploratrice (Dora the Explorer) è una serie animata per bambini prodotta da Nickelodeon. 
Il cartone animato di grande successo è stato trasmesso negli Stati Uniti d'America a partire dal 14 agosto 2000, e in Italia dal 1º febbraio 2005 su Nickelodeon, dal 5 giugno 2006 su Italia 1, dal 7 gennaio 2009 su Boing e dal 31 luglio 2009 sulla rete satellitare Nick Jr.
La serie è nota per il suo utilizzo costante dell'interazione con il pubblico: infrangendo la quarta parete, dove i personaggi del cartone animato si rivolgono direttamente allo spettatore facendo delle domande e restando immobili e silenziosi per diversi secondi in attesa della risposta.

## Trama
Dora è una bambina latina di 7 anni che esplora la natura insieme al suo amico Boots, una scimmietta. Ogni episodio si svolge con un determinato obiettivo da raggiungere, con Dora che affronta il percorso rompendo la quarta parete, chiedendo allo spettatore, nella versione italiana, di interagire con lei tramite termini inglesi.

## Episodi
| Stagione         | Episodi | Prima TV USA      | Prima TV Italia |
| ---------------- | ------- | ----------------- | --------------- |
| Prima stagione   | 26      | 14 agosto 2000    | 14 agosto 2000  |
| Seconda stagione | 26      | 13 febbraio 2002  |                 |
| Terza stagione   | 26      | 6 ottobre 2003    |                 |
| Quarta stagione  | 26      | 24 settembre 2004 |                 |
| Quinta stagione  | 26      | 15 settembre 2008 |                 |
| Sesta stagione   | 20      | 5 novembre 2010   |                 |
| Settima stagione | 20      | 16 marzo 2012     |                 |
| Ottava stagione  | 21      | 18 marzo 2013     |                 |

## Personaggi

### Personaggi principali
- Dora Marquez, doppiata in originale da Kathleen Herles (2000-2007), Caitlin Sanchez (2008–2012) e Fátima Ptacek (2012–2019), e in italiano da Chiara Oliviero: protagonista della serie, una bambina latina di 7 anni che adora esplorare il mondo insieme al suo migliore amico Boots. È un'eroica giovane che intraprende innumerevoli avventure in ogni episodio per trovare qualcosa o aiutare qualcuno che ha bisogno.
- Boots, doppiato in originale da Harrison Chad (2000–2007), Regan Mizrahi (2008–2013), Koda Gursoy (2013–2019) e in italiano da Monica Ward: coprotagonista della serie, conosciuto con lo pseudonimo di Babousche, è una scimmietta-maschio di cinque anni dolce, affettuosa e migliore amico di Dora. Adora molto tenere la bambina per mano e, al contrario di lei, a volte fa delle scelte sbagliate e tende a scoraggiarsi: quando è giù di corda, fa una capriola all'indietro.
- Zainetto, doppiato in originale da Sasha Toro (2000–2007), Alexandria Suarez (2008–2013), Sofia Lopez (2013–2019) e in italiano da Antonella Baldini: fedele compagna di Dora, porta oggetti indispensabili per l'avventura e soprattutto la mappa. Compare anche nello spin-off Vai Diego.
- Mappa, doppiata in originale da Marc Weiner e in italiano da Letizia Scifoni (1ª voce), Laura Latini (2ª voce), Tatiana Dessi (3ª voce): altro fedele compagno dello zainetto di Dora, insegna i luoghi da raggiungere dalla partenza all'arrivo
- Swiper, doppiato in originale da Marc Weiner e in italiano da Sergio Luzi: antagonista principale della serie, è una volpe dispettosa e mascherata che cerca di rubare ogni cosa a tutti e può essere fermata se gli viene detto per tre volte "Swiper, non rubare!" (a volte, come visto nella sigla, esclusivamente due volte). Le cose che Swiper riesce a rubare vengono poi sempre salvate con l'aiuto dello spettatore. Quando i suoi furti falliscono, la volpe ladruncola, prima di andarsene, ammette il fallimento del tentativo dicendo "Oh, accidenti!". Viceversa, in altre occasioni aiuta Dora e i suoi amici
- Diego Marquez, doppiato in originale da Felipe and Andre Dieppa (2003–2004), Gabriel Alvarez (2003–2006), Jake T. Austin (2005–2010), Brandon Zambrano (2011–2012), Jacob Medrano (2012–2019) e in italiano da Manuel Meli: un bambino di otto anni soccorritore di animali che aiuta Dora e Boots nelle loro avventure. Appare per la prima volta nella terza stagione ed è il protagonista dello spin-off Vai Diego. Doppiato da Manuel Meli.

### Personaggi secondari
- Tico lo scoiattolo, doppiato in originale da Muhammad Cunningham (2000–2001), Jose Zelaya (2002–2007), Jean Carlos Celi (2008–2012), Oscar Hutarra (2012–2019) e in italiano da Sergio Luzi: compagno di viaggio dei protagonisti, raccoglie spesso ghiande per il viaggio.
- Isa l'iguana, doppiata in originale da Ashley Fleming (2000–2007), Lenique Vincent (2008–2012), Skai Jackson (2012–2019) e in italiano da Gilberta Crispino: compagna di viaggio dei protagonisti, sostituisce Boots nell'episodio della quinta stagione "I fiori-unicorno di Isa".
- Benny il Toro, doppiato in originale da Jake Burbage (2000–2007), Matt Gumley (2008–2012), Aidan Gemme (2012–2019) e in italiano da Gilberta Crispino: un altro compagno di viaggio dei protagonisti.
- Fiesta Trio: trio composto da una lumaca, una cavalletta e un ranocchio dall'aria festosa.

Boots, Dora e Swiper nella sigla iniziale

## Distribuzione
L'edizione in italiano viene curata da Floriana Campanella per Nickelodeon e Nick Jr. Il doppiaggio italiano viene eseguito dalla Multimedia Network di Roma con la sigla e le canzoni curate da Studiocompresso.

## Opere derivate

### Dora e la città perduta
Il 9 agosto 2019 è stato distribuito nelle sale cinematografiche statunitensi e in Italia più tardi un adattamento in live-action della serie animata. Il film, intitolato Dora e la città perduta (Dora and the Lost City of Gold), è diretto da James Bobin e interpretato da Isabela Moner (nel ruolo di Dora in versione teenager con la voce di Margherita De Risi), Eugenio Derbez, Michael Peña e Eva Longoria. Danny Trejo doppia la scimmia Boots (voce di Angelo Nicotra), mentre Benicio del Toro presta la voce alla volpe Swiper (voce di Pino Insegno).

### Vai Diego
Nel 2005 è andato in onda lospin-off Vai Diego, incentrato su Diego Marquez, cugino di Dora.

### Dora and Friends in città
Tra il 2014 e il 2016, Nickelodeon ha prodotto lo spin-off intitolato Dora and Friends in città.

### PAW Patrol - Il super film
All'interno del film PAW Patrol - Il super film, viene prodotto dalla Nickelodeon Movies un cortometraggio doppiato a Milano intitolato Dora l'esploratrice - Dora e le creature fantastiche. Dora Marquez viene doppiata da Veronica Cuscusa, Boots la scimmia da Patrizia Mottola e Swiper la volpe da Jacopo Calatroni.

### Dora
Reboot della serie con grafica diversa.